# Amphoe Pa Tio
Amphoe Pa Tio (in Thai อำเภอ ป่าติ้ว) ist ein Landkreis (Amphoe – Verwaltungs-Distrikt) in der Provinz Yasothon. Die Provinz Yasothon liegt im östlichen Teil der Nordostregion von Thailand, dem so genannten Isan.

## Geographie
Amphoe Pa Tio grenzt an die folgenden Bezirke (von Süden im Uhrzeigersinn): an die Amphoe Kham Khuean Kaeo, Mueang Yasothon, Kut Chum und Thai Charoen in der Provinz Yasothon, sowie an die Amphoe Mueang Amnat Charoen und Hua Taphan der Amnat Charoen Provinz.

## Geschichte
Als gegen Ende des 19. Jahrhunderts große Teile Siams östlich des Mekong an Frankreich fielen, gab es zahlreiche Siedler aus Laos, die sich im Isan niederlassen wollten. Unter den neu gegründeten Dörfern war auch Ban Pa Tio. Im Jahr 1933 baute das thailändische „Highway Department“ eine Straße vom Amphoe Yasothon zum Amphoe Amnat Charoen und Amphoe Khemarat, den drei Distrikten der damaligen Provinz Ubon Ratchathani. Diese Straße verlief auch durch das Dorf Pa Tio, was ihm zu Wachstum verhalf. 1951 wurde eine Petition eingereicht, um Pa Tio zu einem „Zweigkreis“ (King Amphoe) mit den drei Tambon Pho Sai, Krachai und Khok Na Ko heraufzustufen. Dem wurde allerdings erst am 17. August 1966 offiziell entsprochen.
1969 bekam Pa Tio einen Amphoe-Status der Provinz Ubon Ratchathani. Als Yasothon am 1. März 1972 eine eigenständige Provinz wurde, war Pa Tio einer der sechs Distrikte, die der neuen Provinz zugeordnet wurden.

## Verwaltung

### Provinzverwaltung
Amphoe Pa Tio ist in fünf Gemeinden (Tambon) gegliedert, welche wiederum in 57 Dörfer (Muban) unterteilt sind.
| No. | Name         | Thai    | Dörfer | Einw. |
| --- | ------------ | ------- | ------ | ----- |
| 1.  | Pho Sai      | โพธิ์ไทร  | 12     | 9.482 |
| 2.  | Krachai      | กระจาย  | 13     | 7.607 |
| 3.  | Khok Na Ko   | โคกนาโก | 16     | 8.365 |
| 4.  | Chiang Pheng | เชียงเพ็ง | 7      | 3.545 |
| 5.  | Si Than      | ศรีฐาน   | 8      | 6.224 |

### Lokalverwaltung
Es gibt eine Kommune mit „Kleinstadt“-Status (Thesaban Tambon) im Landkreis:
- Pa Tio (Thai: เทศบาลตำบลป่าติ้ว), bestehend aus Teilen des Tambon Pho Sai.

Außerdem gibt es fünf „Tambon-Verwaltungsorganisationen“ (องค์การบริหารส่วนตำบล – Tambon Administrative Organizations, TAO) im Landkreis.